# Juegos Deportivos Nacionales de Mar y Playa de Colombia 2015
Los  II Juegos Deportivos Nacionales de Mar y Playa de Colombia fueron realizados en la ciudad de Cartagena de Indias del 16 al 23 de mayo de 2015 y fue clasificatorio a los Juegos Suramericanos de Playa de 2015 de Pimentel en el Perú.

## Participantes
16 departamentos de Colombia, el distrito capital y la representación de las Fuerzas Militares se inscribieron ante Coldeportes teniendo así, un total de 619 participantes en 10 disciplinas diferentes.
| - Atlántico - Bogotá, D. C. - Bolívar - Caldas - Cauca - Córdoba - Cundinamarca - Fuerzas Armadas - La Guajira - Guaviare | - Huila - Magdalena - Meta - Norte de Santander - Risaralda - San Andrés y Providencia - Santander - Tolima - Valle del Cauca |

## Deportes
- Actividades Subacuáticas
- Balonmano Playa
- Esquí Náutico
- Fútbol Playa
- Motonáutica
- Rugby Playa
- Surf
- Triathlon
- Vela
- Voleibol Playa

## Escenarios deportivos
Todos los escenarios deportivos fueron ubicadas en las diferentes playas de Cartagena de Indias.
| Deporte                  | Sede                     |  |
| ------------------------ | ------------------------ |  |
| Actividades Subacuáticas | Playa El Laguito         |  |
| Balonmano Playa          | Playas Hotel Caribe      |  |
| Esquí Náutico            | Playa Castillo Grande    |  |
| Fútbol Playa             | Playa Hotel Caribe       |  |
| Motonáutica              | Playa Castillo Grande    |  |
| Rugby Playa              | Playa Hotel Caribe       |  |
| Surf                     | Playa El Laguito         |  |
| Triathlon                | Playa de Castillo Grande |  |
| Vela                     | Playa El Laguito         |  |
| Voleibol Playa           | Playa Hotel Caribe       |  |

## Medallero
- Actualizado el 24 de mayo de 2015.[3]

| Núm. | País                     | Oro | Plata | Bronce | Total |
| ---- | ------------------------ | --- | ----- | ------ | ----- |
| 1    | Bogotá, D. C.            | 15  | 6     | 6      | 27    |
| 2    | Valle del Cauca          | 5   | 11    | 4      | 20    |
| 3    | Bolívar                  | 3   | 6     | 5      | 14    |
| 4    | Cundinamarca             | 3   | 1     | 0      | 4     |
| 5    | Atlántico                | 2   | 2     | 2      | 6     |
| 6    | Santander                | 2   | 1     | 5      | 8     |
| 7    | Caldas                   | 1   | 2     | 1      | 4     |
| 8    | Meta                     | 0   | 1     | 1      | 2     |
| 9    | Guaviare                 | 0   | 1     | 0      | 1     |
| 10   | Risaralda                | 0   | 0     | 4      | 4     |
| 11   | La Guajira               | 0   | 0     | 1      | 1     |
| 11   | Norte de Santander       | 0   | 0     | 1      | 1     |
| 11   | San Andrés y Providencia | 0   | 0     | 1      | 1     |

     Departamentos sede (Bolívar)